# Le Temps des sourires
Albums de Mickaël Miro
Juste comme ça
(2011)
Singles
1. La Vie Simplement
Sortie : 2012
2. Go Go Go !
Sortie : 2013
3. Le Temps des sourires
Sortie : 2014

Le temps des sourires est le deuxième album de Mickaël Miro, sorti le 25 mars 2013.

## Titres
| No  | Titre                      | Durée |
| --- | -------------------------- | ----- |
| 1.  | La Vie Simplement          | 3:06  |
| 2.  | Ma Pétition                | 3:22  |
| 3.  | Les filles du premier rang | 3:29  |
| 4.  | Le Temps Des Sourires      | 3:21  |
| 5.  | Agathe                     | 3:40  |
| 6.  | Rien De Personnel          | 3:35  |
| 7.  | Sans faire de vagues       | 3:35  |
| 8.  | Qui aimera verra           | 3:19  |
| 9.  | On s'aime, on saigne       | 3:45  |
| 10. | Go Go Go !                 | 2:40  |
| 11. | Tu es là                   | 3:18  |
| 12. | Mon Aventure               | 3:23  |

| 15. | Le mendiant de l'amour (En duo avec Enrico Macias) | 2:43 |
| 16. | Là-bas (En duo avec Chimène Badi)                  | 4:28 |